# ISO 3166-2:SE
ISO 3166-2 données pour la Suède
(depuis en:ISO 3166-2:SE)

## Provinces (21)
```
SE-K   
Blekinge

SE-W   
Dalarna

SE-I   
Gotland

SE-X   
Gävleborg

SE-N   
Halland

SE-Z   
Jämtland

SE-F   
Jönköping

SE-H   
Kalmar

SE-G   
Kronoberg

SE-BD  
Norrbotten

SE-M   
Skåne

SE-AB  
Stockholm

SE-D   
Södermanland

SE-C   
Uppsala

SE-S   
Värmland

SE-AC  
Västerbotten

SE-Y   
Västernorrland

SE-U   
Västmanland

SE-O   
Västra Götaland

SE-T   
Örebro

SE-E   
Östergötland
```

nota, ordre alphabétique suédois : A - Z, Å, Ä, Ö.